# Парк історії Землі «Underhill»
Парк історії Землі «Underhill» — відкритий тематичний парк-музей в Івано-Франківській області. Експозиція музею зосереджується на ряді історично-природних епох Землі. Окрім цього на території парку проводяться щотижневі культурні та розважальні заходи. «Underhill» розташований у селі Підгір'я Богородчанського району Івано-Франківської області.

## Історія
Основною віхою на історичному шляху парку є 2018 рік, коли братами Пилипонюками було створено відому скульптуру «Сім'я мамонтів». З того моменту парк невпинно розвивався: спочатку з'являлися нові скульптури, які стосувалися різних прадавніх епох, потім парк почав збагачуватися цілими пізнавальними зонами, кожна із яких знайомить свою аудиторію із певним історичним періодом або науковим аспектом. У 2021 році відкрилися зони «Портал майбутнього» та «Планетарій».

## Скульптури

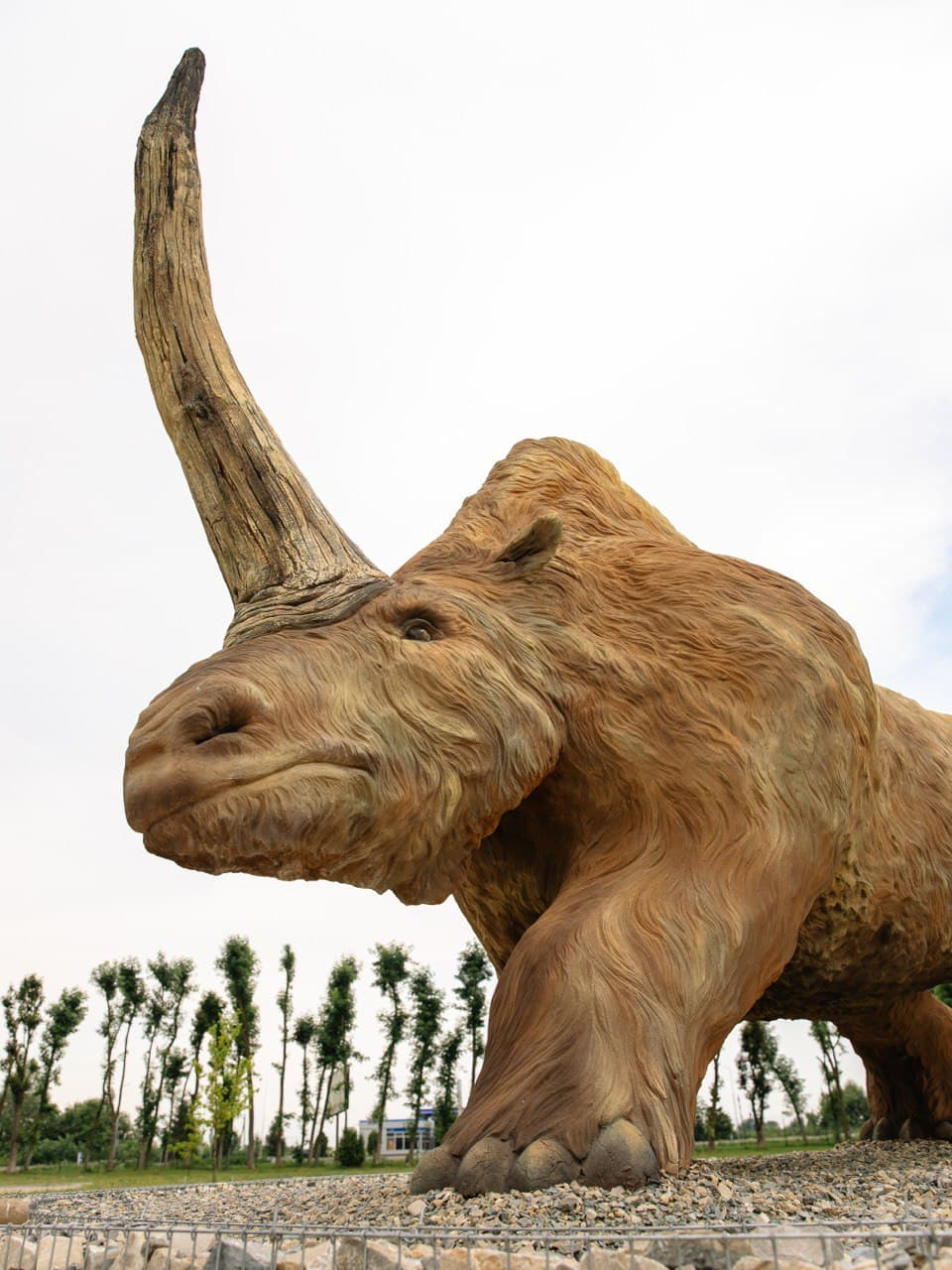
Скульптура еласмотерія роботи братів Пилипонюків

Станом на сьогодення у парку розташовано 15 скульптур роботи братів Пилипонюків, які зображають доісторичних тварин. Більшість присвячена так званій кайнозойській ері, а зображувані тварини, серед яких мамонти, еласмотерій, гомфотерій та інші, які були сучасниками прадавніх людей. Деякі скульптури зачіпляють і тематику мезозою — кетцалькоатль, саркозух. Основною специфікою фігур є те, що, не зважаючи на розмір, вони повністю інтерактивні, тобто відвідувачі можуть активно взаємодіяти з експонатами.
Найпершою скульптурою у парку, із якої й почався його розвиток, стала саме «Сім'я мамонтів». Ця скульптура досі називається братами Пилипонюками «наймасштабнішим проєктом у житті»: висота найбільшої з тварин сягає 5,5 метра, при загальній висоті скульптури у 7 метрів.

## Засновники

### Інвестори
Основний інвестиційний потік поступає до парку від приватних підприємців — братів Тараса та Петра Белзів. Паралельно брати Белзи розвивають відкритий благодійний проєкт «Вектор милосердя», спрямований на допомогу дітям з особливостями та сиротам.

### Скульптори

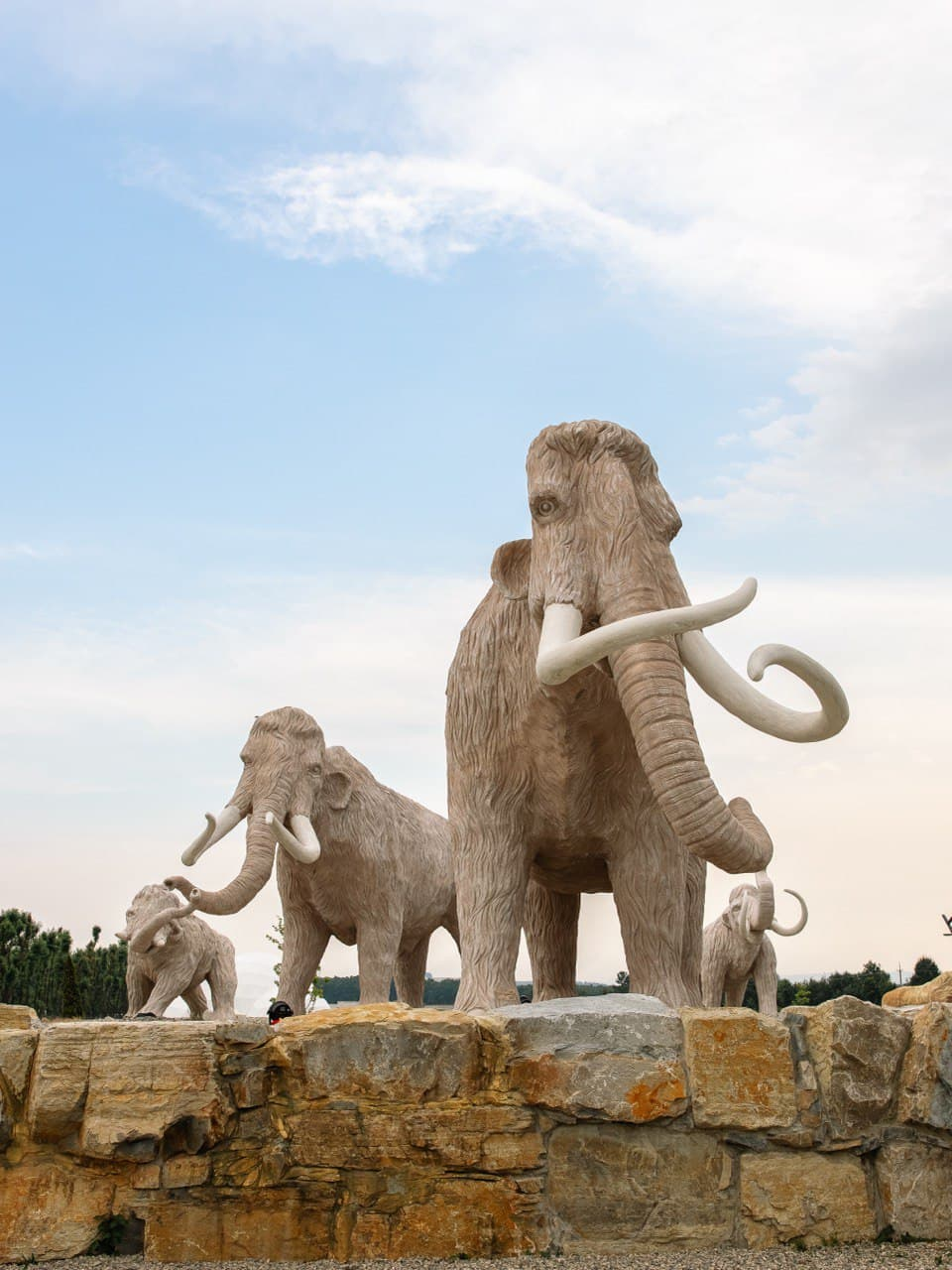
Скульптурний ансамбль «Сім'я мамонтів»

Усі 15 скульптур у парку створені руками відомих українських скульпторів братів Пилипонюків — Дмитра, Тараса та Богдана. Усі троє займалися скульптурою з дитинства, закінчили Вище Художнє Професійне училище та підкріпили свою освіту навчанням у Львівській академії мистецтв на кафедрі скульптури. Тарас Пилипонюк також одночасно навчався в Інституті мистецтв на кафедрі живопису.
Серед решти відомих робіт братів Пилипонюків можна згадати «Парк живих динозаврів» у селі Поляниця біля Буковелю. Скульптури створені таким чином, що деякі з них рухаються та виголошують звуки.

## Структура парку
Парк поділений на декілька зон, кожна з яких має свій інтерактивний формат.

### Музей Землі
Будівля має форму потрійної баневої споруди. Усередині відвідувачам демонструється експозиція, яка знайомить їх з історією формування та розвитку планети Земля та планет Сонячної системи, з усіма організмами, що живуть на ній, включно з людиною. Також музей розповідає історію власне Прикарпаття та України у первісні часи.

### Велика пісочниця
Своєрідна стилізація піщаного майданчика під місце розкопок, де проводяться різноманітні заходи, пов'язані із археологією. Відвідувачі грають роль дослідників-археологів, які можуть як копати, так і брати участь у квестах та вікторинах.

### Портал майбутнього
На даній локації відвідувачам пропонують ознайомитися із найновітнішими розробками робототехнічної науки.

### Вольєр з левами та тиграми
У вольєрі знаходяться представники двох видів родини котячих: леви та тигри. Ці тварини були обрані для парку не просто так: вважається, що три тисячі років тому на території Північного Причорномор'я існувала досить велика популяція левів.

### Страусова ферма

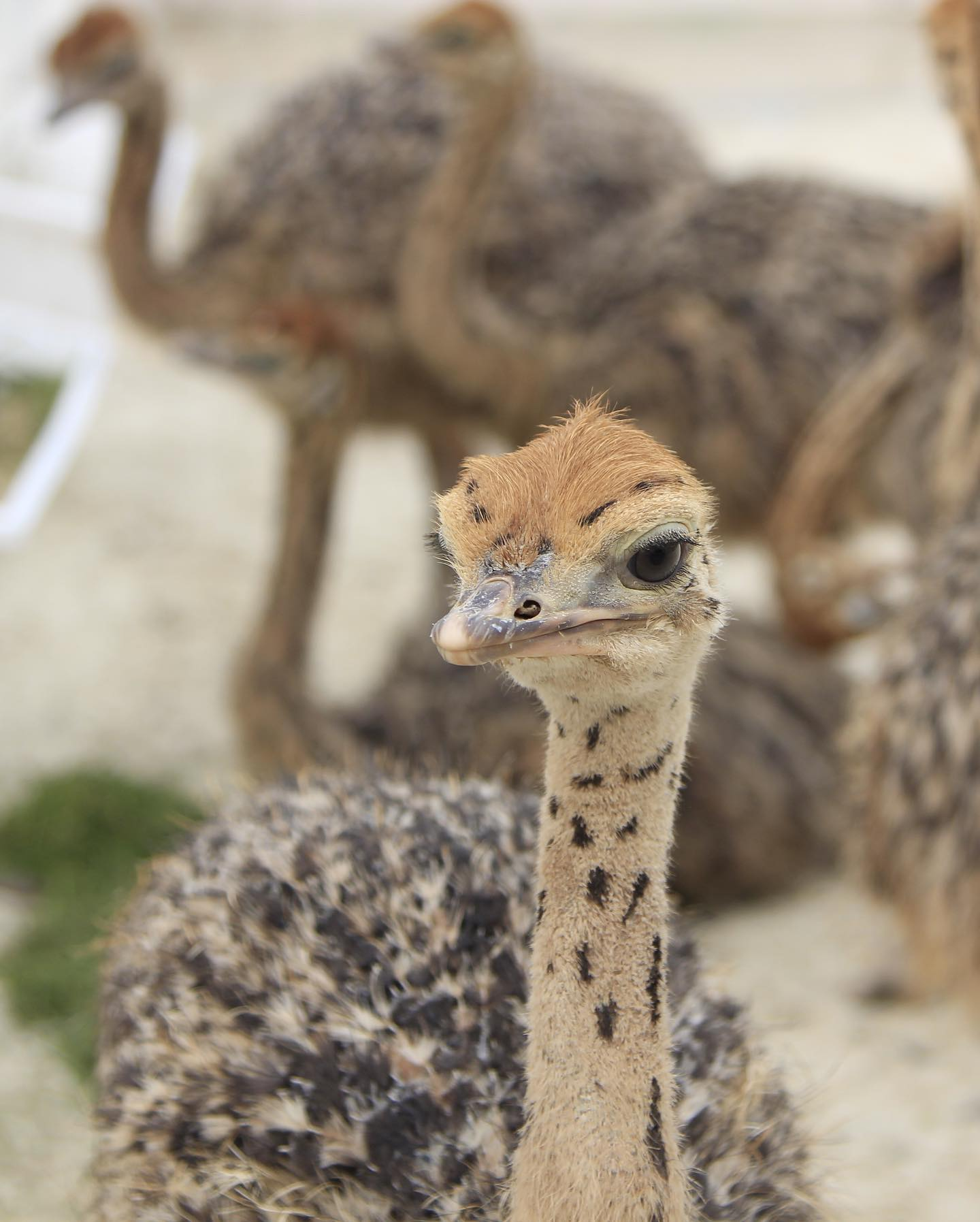
Страусеня, яке народилося на фермі Парку історії Землі

На фермі живуть декілька представників досить розповсюдженого в екзотичному сільському господарстві виду — нанду.

### Інфраструктурні елементи
У парку присутні зони відпочинку, спортивні та ігрові майданчики, фудкорт та сувенірна крамниця. Також тут діє планетарій.

## Благодійність
Вхід до парку безплатний для основних пільгових категорій населення: дітей-сиріт, людей з обмеженими можливостями, ветеранів. У 2021 році розпочато благодійний проєкт «Твори добро», де будь-хто зможе матеріально підтримати дітей-сиріт зі Снятинського ліцею-інтернату.
Також у парку відбуваються виступи митців та масштабні концерти та фестивалі.

## Цікаві факти
- У 1907 році у селі Старуня на відстані 12 кілометрів від парку працівники озокеритового родовища випадково віднайшли дуже добре збережені рештки мамонта. Саме це і спонукало засновників створити першу скульптуру, яка зображала цілу сім'ю мамонтів.
- Екскурсоводом у парку виступає персонаж фільму «Джуманджі: Поклик джунглів» професор Вані Оберон.
- Роботи на локації «Музей майбутнього» відтворюють зовнішність персонажів фільму Майкла Бея «Трансформери»: Оптимуса Прайма, Бамблбі та інших.